# Theresiakerk (Aken)
De Theresiakerk (Duits: Theresienkirche) is een katholieke kerk in de Pontstraße in het centrum van de Duitse stad Aken.

## Geschiedenis
De kerk behoorde tot het vroegere klooster Sint-Theresia, dat door de karmelietessen van het Keulse Karmel in 1662 werd gesticht. De aan de heilige Theresia van Ávila gewijde kerk werd in de jaren 1739-1745 door Laurenz Mefferdatis gebouwd. De barokke bouwmeester Johann Joseph Couven droeg zorg voor de vormgeving van de inrichting. In het kader van de secularisatie werd het klooster in 1802 opgeheven en kwam de kerk in het bezit van de stad.
Het kerkgebouw brandde in 1943 als gevolg van de effecten van de Tweede Wereldoorlog geheel uit. Tevoren had men uit voorzorg zowel de 18e-eeuwse altaren als de communiebank, kansel en de lambriseringen uit de kerk gehaald. Op de nieuwe locatie werden het houten kerkmeubilair in een burchtgracht gegooid, omdat men bang was dat het bij een aanval een bron van brandgevaar bood. In 1945 lukte het alsnog het kerkmeubilair te bergen, maar weersinvloeden hadden het kerkmeubilair inmiddels dusdanig aangetast, dat het nog slechts als voorbeeld voor reconstructie kon dienen.
In de jaren 1950 werd de kerk in de 18e-eeuwse staat herbouwd. Het interieur werd pas in de jaren 1970 gereconstrueerd. 

## Beschrijving
Het bakstenen gebouw werd in vroegclassicistische stijl gebouwd. Het kerkgebouw paste zich aan het verloop van de toenmaals bestaande straat aan en kent daarom niet in de traditionele oostelijke oriëntatie. Door het toevoegen van een driehoekig trappenhuis lukte het Mefferdatis een rechthoekige plattegrond van het interieur te realiseren.
De eenschepige zaal wordt door drie traveeën overwelfd. Achter een hoge triomfboog ligt het koor.
Het hoofdaltaar met zuilen met vergulde korinthische kapitelen is van eikenhout gemaakt. Het door engelen geflankeerde altaarschilderij dateert uit de 18e eeuw. Het interieur werd in 1754 door Johann von Wespien geschonken. Zijn zuster was de kloostermoeder Maria Anna van Wespien. Aan de schenking herinneren boven de schilderijen van de altaren tussen twee palmbladeren hun beide wapens. 

## Gebruik
De kerk wordt tegenwoordig door de Roemeens-orthodoxe gemeente van de Heilige Drievuldigheid gebruikt. De orthodoxe liturgie vindt elke zondag om 11:00 uur plaats.